# 킴스엔터테인먼트
킴스엔터테인먼트(Kim's Entertainment)는 대한민국의 연예기획사이다.
2020년 5월, 주식회사 킴스엔터테인먼트 법인이 설립되었다. 창립 배우는 김기두, 최대철 등이다.

## 소속 연예인
- 김기두
- 최대철 차건우
- 권해성
- 허정민
- 천민희
- 김흥수
- 지일주
- 정하담